# Họ Chuột chù răng khía
Họ Chuột chù răng khía (Solenodontidae) gồm duy nhất loài chuột chù răng khía solenodon (có nghĩa là "răng có rãnh"), những động vật có vú có nọc độc, sống về đêm, đào hang, và ăn côn trùng. Hai loài solenodon còn sinh tồn là Solenodon cubanus và Solenodon paradoxus. Cả hai loài được đánh giá là "loài nguy cấp" do sự phá hủy môi trường sống và sự săn bắt bởi mèo, chó và cầy mangut phải ở không bản địa, được con người đưa đến đảo nhà của solenodon để kiểm soát số lượng rắn và các loài gặm nhấm.
Solenodon paradoxus sống trong nhiều môi trường trên đảo Hispaniola từ rừng khô vùng thấp đến rừng thông vùng cao. Hai loài được mô tả khác đã bị tuyệt chủng trong thế Quaternary. Các chi Bắc Mỹ thuộc thế Oligocen, như chi Apternodus, đã được đề xuất là họ hàng của chi Solenodon, nhưng nguồn gốc của các loài động vật này vẫn còn khó hiểu.
Chỉ có một chi, Solenodon, được biết đến. Các chi khác đã được dựng lên nhưng hiện được coi là từ đồng nghĩa cơ sở. Họ Solenodontidae cho thấy sự lưu giữ các đặc điểm của động vật có vú nguyên thủy. Năm 2016, các loài solenodon đã được xác nhận bằng phân tích di truyền là thuộc về một nhánh tiến hóa tách ra từ dòng dõi dẫn đến nhím gai, chuột chũi và chuột chù trước sự kiện tuyệt chủng Phấn Trắng-Cổ Cận. Chúng là một trong hai họ thuộc Bộ Soricomorpha ở vùng Caribe.
Họ còn lại, Nesophontidae, đã tuyệt chủng trong thế Holocen. Dữ liệu phân tử cho thấy chúng chuyển hướng từ các loài solenodon khoảng 57 triệu năm trước. Các loài solenodon được ước tính là đã tách khỏi các động vật có vú còn sinh tồn khác khoảng 73 triệu năm trước.

## Các loài
Họ này gồm các loài:
- Solenodon arredondoi Morgan et Ottenwalder, 1993
- Solenodon cubanus Peters, 1861
- Solenodon marcanoi (Patterson, 1962)
- Solenodon paradoxus Brandt, 1833

## Hình ảnh

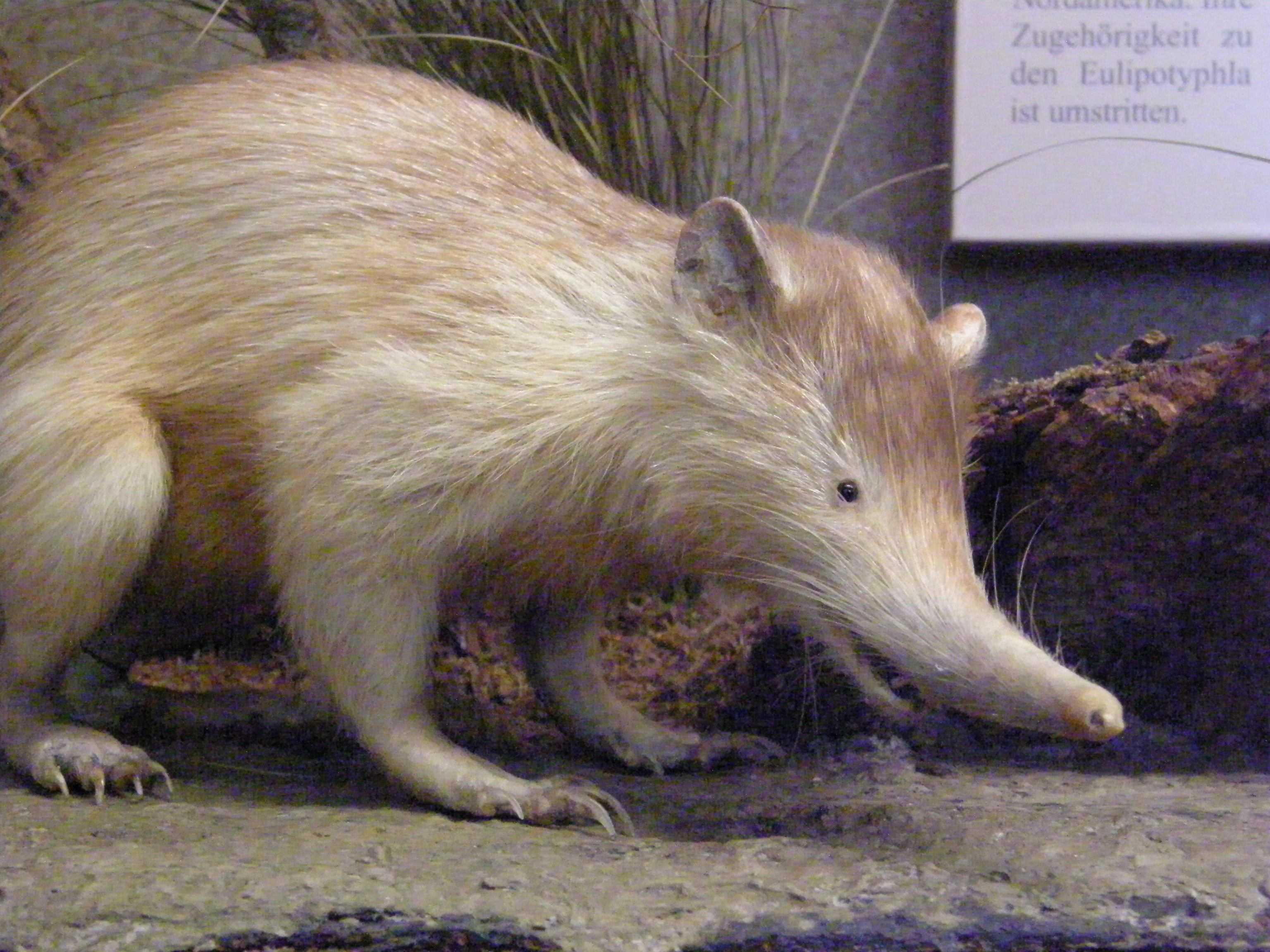
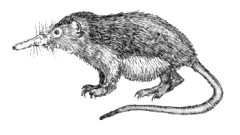
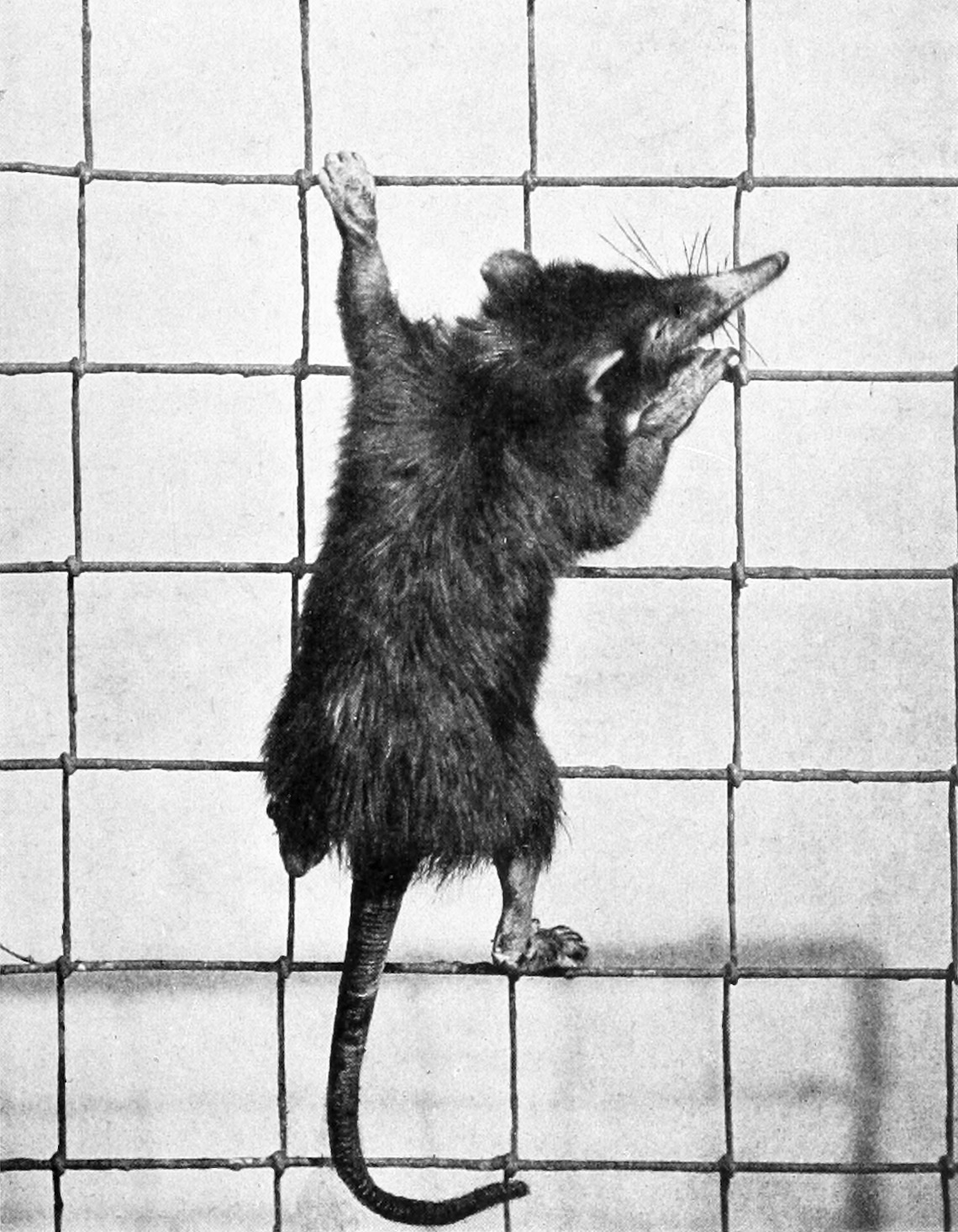
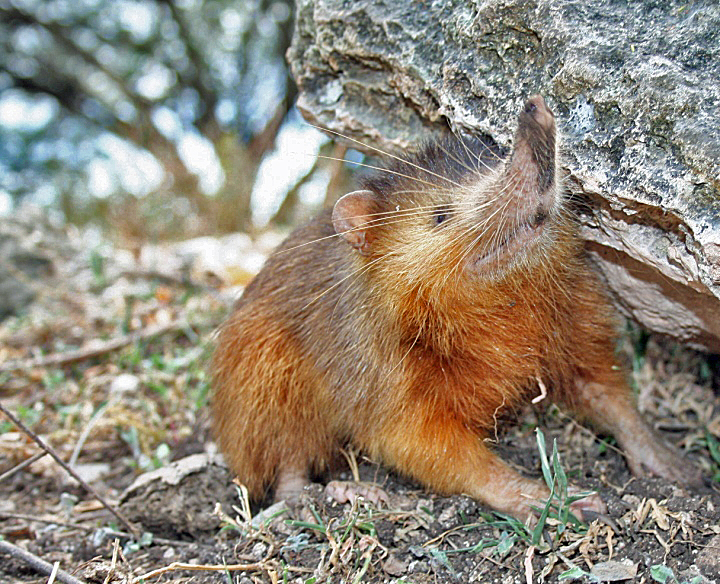